# Lena Paul
Lena Paul (DeLand, 12 ottobre 1993) è un'attrice pornografica statunitense.

## Biografia
Nata a DeLand in Florida e cresciuta in Georgia, ha frequentato l'università prima a Louisville in Kentucky e poi in Florida, compiendo studi latino-americani. In seguito ha lavorato per alcune startup che operavano in Centro America nell'ambito della ricerca sull'agricoltura sostenibile.
Avendo bisogno di denaro per sostenere la sua attività, ha iniziato a lavorare come cam girl dalla sua camera di albergo in Guatemala, facendosi conoscere nell'ambito dell'intrattenimento per adulti ed attirando l'attenzione di agenti che cercavano nuove attrici da ingaggiare. Dopo il fallimento della società per cui lavorava, ha quindi deciso di intraprendere la carriera di attrice pornografica, esordendo nel giugno del 2016 in una produzione di Reality Kings dal titolo Lusty Lena con l'attore Brick Danger.
La scelta dello pseudonimo è stata ispirata dalla sua passione per i film di Hollywood e per l'attrice Lena Horne. Come cam girl il suo pseudonimo era Lena Peach, in quanto originaria della Georgia, ma quando ha iniziato a lavorare nella pornografia, il suo agente l'ha convinta a cambiare "Peach" in "Paul".
Nel 2016 è stata la conduttrice di due puntate della terza edizione del talent show Brazzers House ed, invece, ha preso parte alla terza edizione del "DP Star", edito da Digital Playground dove ha raggiunto la fase finale.
Nel luglio del 2017, mentre era in corso al Senato il dibattito riguardante la proposta avanzata dal Presidente Donald Trump di abrogare la riforma del sistema sanitario nota come Obamacare, la Paul promise tramite Twitter di spedire materiale pornografico gratis a chiunque le avesse fatto pervenire un filmato in cui chiamava il senatore del suo Stato per spingerlo ad opporsi all'abrogazione.
Nel 2018 ha vinto il premio come migliore nuova attrice agli XRCO Awards ed è stata nominata nella stessa categoria sia agli AVN Awards che agli XBIZ Awards.
Nel maggio 2018, ha firmato la sua prima sceneggiatura, scrivendo insieme alla regista Bree Mills l'episodio "Airtight Invasion" per PureTaboo.
Il sito Girlsway l'ha nominata nel novembre 2018 "ragazza del mese". Ad oggi ha girato oltre 520 scene con diverse case di produzione quali Brazzers, Reality Kings, Evil Angel, Naughty America, Mofos, Blacked, Bangbros, Tushy, Hard X, Zero Tolerance, Deeper e Pure Taboo.

### Vita privata
È sposata con l'attore pornografico Nathan Red.

## Filmografia parziale

### Attrice
- 2 Chicks Same Time 22127 (2016)
- Brazzers Christmas Special 2 (2016)
- Brazzers Christmas Special 4 (2016)
- Caught In The Shower (2016)
- Choose Your Poison (2016)
- Fan Service (2016)
- Lena Gets Her Groove Back (2016)
- Lena Paul Has The Plumber Clean Her Pipes (2016)
- Lena Paul Makes a Sextape (2016)
- My Hot Boss (2016)
- Natural Gal Gets Paid for Blowjob (2016)
- Squirt-a-holic 2 (2016)
- American Daydreams 22845 (2017)
- Art of Anal Sex 5 (2017)
- Beaverdale (2017)
- Brazzers House 2: Day 1 (2017)
- Brazzers House 2: Unseen Moments (2017)
- Breast Worship 5 (2017)
- Dirty Blondes (2017)
- Doggy with the Dean (2017)
- Final Exam Slam Session (2017)
- Interracial Icon 4 (2017)
- Lay Her Over (2017)
- Lena Is Hot Bothered and Squirting (2017)
- Lena Paul And Her Big Naturals Triple D Tits (2017)
- Manuel's Fucking POV 6 (2017)
- New Girl 3 (2017)
- On The Sidelines, On Her Knees (2017)
- Open My Ass 2 (2017)
- Pocket Asses (2017)
- Porn Logic (2017)
- Shower Freak (2017)
- Stuck N' Fuck (2017)
- Touching Lena (2017)
- 2 Chicks Same Time 27 (2018)
- Abigail (II) (2018)
- Anal Nymphos Anal Legends 3 (2018)
- Anal Play Threesomes (2018)
- Anal Sexercise (2018)
- Anal Threesomes 4 (2018)
- Anything For Daddy (2018)
- Avoiding Dicktection (2018)
- Big Tits Skinny Dip (2018)
- Blacked Raw V6 (2018)
- Blacked Raw V6 (2018)
- Brazzers House 2 (2018)
- Brazzers House 3 (2018)
- Brazzers House 3: Episode 1 (2018)
- Brazzers House 3: Episode 2 (2018)
- Brazzers House 3: Unseen Moments (2018)
- Busty Lena Paul In Anal Freak Fest (2018)
- Buttsex Next To Bubby (2018)
- Double BBC For Me (2018)
- Express Pussy Packaging (2018)
- Horny Home Care (2018)
- Kayden Fucks with the Other Woman (2018)
- Late Night At The Library (2018)
- Lena Paul's Perfect Natural Tits (2018)
- My Girlfriend's Girlfriend (2018)
- Next Morning (2018)
- Perfectly Busty In Pink (2018)
- Plowing The Wedding Planner (2018)
- Porn Habits (2018)
- Raw 33 (2018)
- Top Heavy Sluts (2018)
- True Anal Training (2018)
- Xander's World Tour (2018)
- Xander's World Tour 4 (2018)
- Anal Investigation 2 (2019)
- Anal Threesomes 5 (2019)
- Ass In A Hammock (2019)
- Bargaining (2019)
- Big Ass Tits (2019)
- Big Naturals 43 (2019)
- Big Naturals 44 (2019)
- Catching A Cheat (2019)
- Club Coat Check Girl (2019)
- Dirty Talk 7 (2019)
- Dusting Off Dat Ass (2019)
- Fuck My Best Friend (2019)
- Fucking Lena Paul (2019)
- Girls Night In (2019)
- How To Suckseed In Business (2019)
- Interracial Icon 10 (2019)
- Lena Paul's Anal Adventure (2019)
- Lena Paul's Anal Massage Session (2019)
- Lovely Lena (2019)
- Maid's Dirty Secret (2019)
- My Best Friends Dad (2019)
- Premium Anal Performers (2019)
- Puddle Play (2019)
- Putting The D In Divorce (2019)
- She Was Me (2019)
- Sing And Fuck-Along (2019)
- Studying With A Slut (2019)
- Tushy Raw V2 (2019)
- Waking Her Up (2019)
- Welcome To Grind Bar (2019)
- Anal Euphoria 4 (2020)
- Best of Brazzers: Back To School (2020)
- Best Of Brazzers: Porn Watches Back (2020)
- Best Of Brazzers: Titty Tuesday (2020)
- Dredd 10 (2020)
- It Happened One Night 2 (2020)
- Muse Episode 4 (2020)
- Sleepless Nights (2020)
- Stay Away From My Brother (2020)
- Thick Lena Paul Serves It Up To Dredd (2020)
- ...Surprise (2021)
- Between The Sheets with Alison Rey: Lena Paul and Troy Francisco (2021)
- Blacked Raw V37 (2021)
- Busty Bushy Lena Paul (2021)
- Lena Is A Peach (2021)
- Most Beautiful Girls In Porn 5 (2021)
- Muse 2 Episode 1: What We Are Missing (2021)
- Muse 2 Episode 3: What We Have Lost (2021)
- Muse 2 Episode 4: Another's Good (2021)
- Muse Season 2 (2021)
- Red Room (2021)
- Three 2 (2021)
- When Girls Play 15 (2021)
- Your Breasts, Your Choice! (2021)
- Cute Fur Patch 4 (2022)

### Regista
- Exit 118 (2020)
- Lucky Seven (2020)
- Out with a Bang (2019)
- Sleepless Nights (2020)

## Riconoscimenti
- AVN Awards
  - 2018 – Hottest Newcomer (Fan Award)[15]
  - 2018 – Candidatura a Best All-Girl Group Sex Scene per Women Seeking Women 140 con Ashley Adams e Jasmine Jae
  - 2018 – Candidatura a Best New Starlet[16]
  - 2019 – Candidatura a Best Group Sex Scene per Xander's World Tour con Gina Valentina, Abigail Mac e Xander Corvus[17]
  - 2019 – Candidatura a Best Group Sex Scene per Lena Paul 1st Gangbang con Ramon Nomar, Mr. Pete, John Strong, Mick Blue e Brad Newman[17]
  - 2019 - Candidatura a Best Three-Way Sex Scene - B/B/G per Blacked Raw V6 con Nat Turnher e Joss Lescaff[17]
  - 2020 – Best Group Sex Scene per Drive con Angela White, Autumn Falls, Alina Lopez e Manuel Ferrara[18]
  - 2020 – Candidatura a Best Gangbang Scene per Anything For Daddy (Interracial Icon 10 | DVD) con Jason Luv, Isiah Maxwell, Jax Slayher, Jason Brown, Sevyan Harden, Dirk Huge, Louie Smalls e Slim Poke[19]
  - 2022 – Candidatura a Best Foursome/Orgy Sex Scene per Sleepless Nights – Scene 3 con Abigail Mac, Alex Jones e Codey Steele[19]
  - 2022 – Candidatura a Best Non-Sex Performance per Muse Season 2
- Pornhub Award
  - 2018 – Vincitrice per Best Chest—Top Big Tits Performer[20]
  - 2020 – Candidatura per All at The Same Damn Time: Top DP Performer[21]

- XBIZ Awards
  - 2018 – Candidatura per Best New Starlet[22]
  - 2018 – Candidatura per Best Non-Sex Performance, per Justice League XXX: An Axel Braun Parody[22]
  - 2018 – Candidatura per Best Sex Scene – All-Girl Release, per Please Make Me Lesbian 15[22]
  - 2018 – Candidatura per Best Sex Scene – All-Sex Release per Curve Appeal con Ryan Madison[22]
  - 2020 – Candidatura per Best Sex Scene – Feature Movie per Welcome To Grind Bar con Xander Corvus[23]
  - 2020 – Candidatura per Best Sex Scene – Feature Movie per Drive con Angela White, Autumn Falls, Joanna Angel e Manuel Ferrera[23]
  - 2021 - Candidatura per Best Sex Scene - Vignette per His Mistress con Jay Taylor e Danny Mountain[24]
  - 2021 – Candidatura per Best Sex Scene – Gonzo per Anal Car Wash Girls con Stirling Cooper[24]
  - 2022 – Candidatura per Best Acting – Supporting per Muse 2[25]
  - 2022 – Candidatura per Best Sex Scene – Vignette per Third Wheel con Siri Dahl e Troy Francisco[25]
- XRCO Award
  - 2018 - Best New Starlet[10]
  - 2019 – Candidatura per Female Performer of the Year[26]
  - 2019 – Candidatura per Superslut[26]
  - 2020 – Candidatura per Orgasmic Analist of the Year

- Spank Bank Awards
  - 2018 – Most Voluptuous Vixen[27]
  - 2018 – Sweetest Self Proclaimed Twitter Troll (Technical Awards)[27]
  - 2018 – Candidatura per ATM Machine[28]
  - 2018 – Candidatura per Best Vocals (While Being Railed With Cock)[28]
  - 2018 – Candidatura per Boobalicious Babe of the Year[28]
  - 2018 – Candidatura per Creampied Cutie of the Year[28]
  - 2018 – Candidatura per Facial Cum Target of the Year[28]
  - 2018 – Candidatura per Newcummer of the Year[28]
  - 2019 – Spit Roasted Superstar of the Year[29]
  - 2019 – Most Historically Accurate Thot (Technical Awards)[29]
  - 2019 – Candidatura per Airtight Angel of the Year[30]
  - 2019 – Candidatura per Best All Around Porn Goddess[30]
  - 2019 – Candidatura per Creampied Cutie of the Year[30]
  - 2019 – Candidatura per Deepest Throat[30]
  - 2019 – Candidatura per DP Dynamo of the Year[30]
  - 2019 – Candidatura per Most Comprehensive Utilization of All Orifices[30]
  - 2019 – Candidatura per PAWG of the Year[30]
  - 2019 – Candidatura per Sharing Is Caring (Cumswapping Cutie of the Year)[30]
  - 2019 – Candidatura per The Girl Next Door? Only Dirtier[30]
  - 2020 – Most Likely To Leave The Maid A Big Tip After Squirting[31]
  - 2020 – Candidatura per Airtight Angel of the Year[32]
  - 2020 – Candidatura per Baroness of Licking Lady Ass[32]
  - 2020 – Candidatura per Best 'After' Hair[32]
  - 2020 – Candidatura per Best Swallower[32]
  - 2020 – Candidatura per Downward Doggystyle[32]
  - 2020 – Candidatura per Hardest Working Ho in Ho Biz[32]
  - 2020 – Candidatura per Master of Missionary[32]
  - 2020 – Candidatura per Masterful Masseuse of the Year[32]
  - 2020 – Candidatura per Most Underrated Smut Siren[32]
  - 2020 – Candidatura per The Girl Next Door…. Only Dirtier[32]
- XCritic Awards
  - 2018 – Candidatura per Best Female Performer[33]
  - 2018 – Candidatura per Social Media Queen[33]
  - 2019 – Candidatura per Best Girl/Girl Sex Scene per Confessions of a Sinful Nun 2 con Cassidy Banks[34]
- NightMoves Awards
  - 2018 – Candidatura per Most Underrated Female Performer[35]
  - 2018 – Candidatura per Best Boobs[35]
  - 2019 – Candidatura per Best Boobs[36]
  - 2019 – Candidatura per Best Female Performer[36]
- DVD Erotik Awards
  - 2017 – Vincitrice per Best New Starlet
- Fleshbot Awards (Straight)
  - 2020 – Candidatura per Best Premium Social Media Star[37]
- Inked Awards
  - 2019 – Candidatura per Best Girl-Girl Scene per Lesbian Anal Asses 2 con Ivy Lebelle[38]